# Томсън (корпорация)
Корпорация „Томсън“ (на английски: Thomson Corporation) е бивша информационна компания в Торонто, провинция Онтарио, Канада, с последна регистрация в САЩ, щата Кънектикът, гр. Стамфорд.
За времето си е сред най-големите в света. Слива се с „Ройтерс Груп“, формирайки Томсън Ройтерс, през 2008 г.
Корпорация „Томсън“ работи в областта на финансовите услуги, секторите здравеопазване, право, изследвания в областта на науката и технологиите, данъци и счетоводство. Компанията оперира чрез 5 сегмента (от 2007 г.): „Томсън финанси“ (Thomson Financial), „Томсън здравеопазване“ (Thomson Healthcare), „Томсън право“ (Thomson Legal), „Томсън наука“ (Thomson Scientific) и „Томсън данъци и счетоводство“ (Thomson Tax & Accounting).